# Русіновиці
Русіновиці (пол. Rusinowice) — село в Польщі, у гміні Кошенцин Люблінецького повіту Сілезького воєводства.
Населення — 1398 осіб (2011).

## Демографія
Демографічна структура станом на 31 березня 2011 року:
|          | Загалом | Допрацездатний вік | Працездатний вік | Постпрацездатний вік |
| -------- | ------- | ------------------ | ---------------- | -------------------- |
| Чоловіки | 681     | 141                | 467              | 73                   |
| Жінки    | 717     | 148                | 444              | 125                  |
| Разом    | 1398    | 289                | 911              | 198                  |